# Silje Ekroll Jahrenová
Silje Ekroll Jahrenová (* 10. květen 1988, Nordkisa) je norská reprezentantka v orientačním běhu, jež v současnosti žije ve švýcarském Bernu. Jejím největším úspěchem je zlatá medaile ze štafetového závodu na Mistrovství světa juniorů v orientačním běhu z roku 2007. V současnosti běhá za norský klub Raumar OL a švédský Sävedalens AIK.

## Sportovní kariéra
| Přehled úspěchů na Mistrovství světa | Přehled úspěchů na Mistrovství světa | Přehled úspěchů na Mistrovství světa | Přehled úspěchů na Mistrovství světa | Přehled úspěchů na Mistrovství světa |
| Mistrovství světa                    | Sprint                               | Middle                               | Long                                 | Štafety                              |
| ------------------------------------ | ------------------------------------ | ------------------------------------ | ------------------------------------ | ------------------------------------ |
| Savojsko 2011                        | 20. místo                            | X                                    | X                                    | X                                    |
| Lausanne 2012                        | 10. místo                            | X                                    | X                                    | 3. místo                             |

| Přehled úspěchů na Mistrovství Evropy | Přehled úspěchů na Mistrovství Evropy | Přehled úspěchů na Mistrovství Evropy | Přehled úspěchů na Mistrovství Evropy | Přehled úspěchů na Mistrovství Evropy |
| Mistrovství Evropy                    | Sprint                                | Middle                                | Long                                  | Štafety                               |
| ------------------------------------- | ------------------------------------- | ------------------------------------- | ------------------------------------- | ------------------------------------- |
| Primorsko 2010                        | 32. místo                             | 34. místo                             | 32. místo                             | X                                     |
| Falun 2012                            | 13. místo                             | X                                     | 18. místo                             | X                                     |

| Přehled úspěchů na Mistrovství světa juniorů | Přehled úspěchů na Mistrovství světa juniorů | Přehled úspěchů na Mistrovství světa juniorů | Přehled úspěchů na Mistrovství světa juniorů | Přehled úspěchů na Mistrovství světa juniorů |
| Mistrovství světa juniorů                    | Sprint                                       | Middle                                       | Long                                         | Štafety                                      |
| -------------------------------------------- | -------------------------------------------- | -------------------------------------------- | -------------------------------------------- | -------------------------------------------- |
| Tenero 2005                                  | X                                            | 24. místo                                    | 34. místo                                    | X                                            |
| Druskininkai 2006                            | 24. místo                                    | 6. místo                                     | 35. místo                                    | X                                            |
| Dubbo 2007                                   | 8. místo                                     | 7. místo                                     | 5. místo                                     | 1. místo                                     |
| Göteborg 2008                                | 2. místo                                     | 12. místo                                    | 9. místo                                     | X                                            |